# Bufonia paniculata
Bufonia paniculata là loài thực vật có hoa thuộc họ Cẩm chướng. Loài này được Dubois mô tả khoa học đầu tiên năm 1800.